# Eunuco etiope

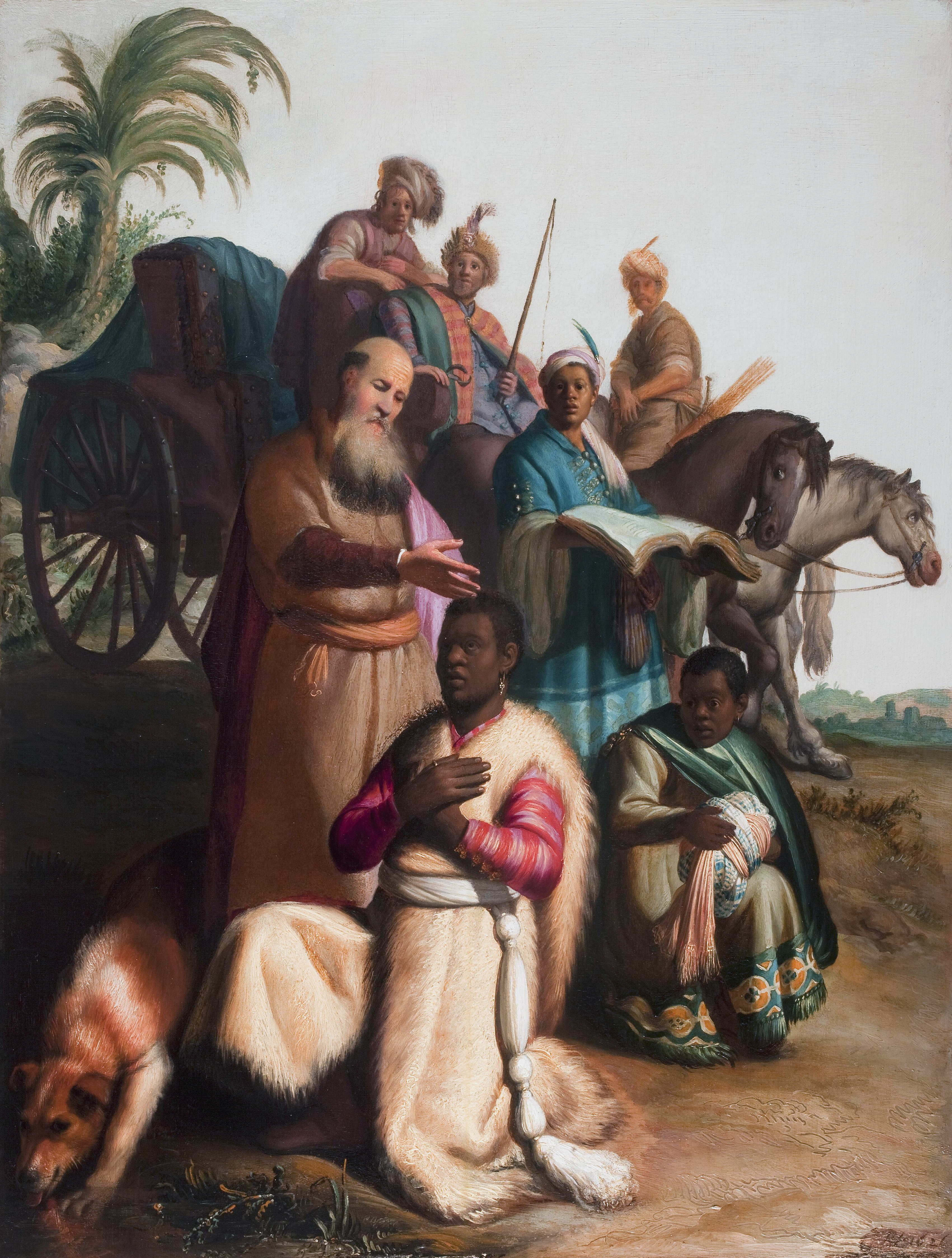
Rembrandt, Battesimo dell'eunuco, 1626 ca.

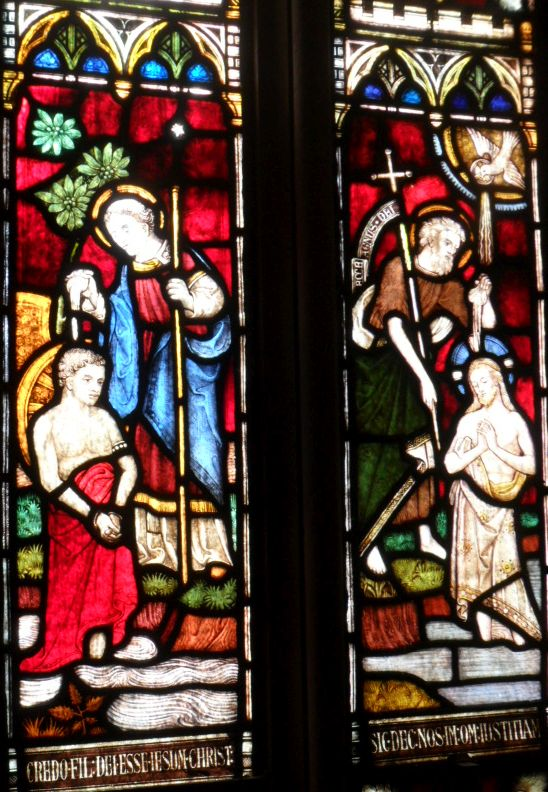
Un dittico in vetro colorato che mostra i battesimi dell'eunuco etiope da parte di San Filippo Evangelista e di Gesù Cristo da parte di San Giovanni Battista, dalla Cattedrale dell'Incarnazione (Garden City, New York).

L'eunuco etiope (in lingua ge'ez: ኢትዮጵያዊው ጃንደረባ) è un personaggio del Nuovo Testamento, la cui conversione al cristianesimo è narrata in Atti 8.

## Racconto biblico
L'angelo disse a Filippo diacono di andare sulla strada che congiunge Gerusalemme a Gaza, dove incontrò l’eunuco etiope, tesoriere della regina Candace (greco antico: Κανδάκη; nella lingua meroitica, "Candace" significava "regina" o forse "donna reale"). L'eunuco era stato a Gerusalemme per adorare Dio (Atti 8:27) e stava tornando a casa. Seduto sul suo carro, stava leggendo il Libro di Isaia, in particolare Isaia 53:7-8, quando Filippo gli chiese: «Capisci quello che stai leggendo?». Disse di no («Come posso capire se non ho un insegnante che me lo spieghi? »), e domandò a Filippo di spiegargli il testo. Filippo gli raccontò il Vangelo di Gesù, e l'etiope gli espresse il desiderio di essere battezzato. Scesero in una fonte d'acqua, tradizionalmente ritenuta la fontana del Dhirweh, vicino ad Halhul, e Filippo lo battezzò.
Nella Bibbia di re Giacomo e in quella di Douay-Rheims, l’etiope afferma: «Credo che Gesù Cristo sia il Figlio di Dio» (verso 37), passaggio omesso nella maggior parte delle versioni moderne. DA Hubbard suggerisce che la confessione «non è supportata nei migliori manoscritti (cioè il tipo di testo alessandrino)», sebbene l'etiope sia ancora «uno degli eminenti convertiti negli Atti».
Ciò accaduto, Filippo fu improvvisamente portato via dallo Spirito del Signore, e l'eunuco "se ne andò esultante" (verso 39).

## Tradizioni cristiane
Il Padre della Chiesa sant'Ireneo di Lione nel suo libro Adversus Haereses (una prima opera teologica anti- gnostica) 3:12:8 (180 d.C.), scrisse riguardo all'eunuco etiope: «Quest'uomo (Simeon Bachos l'Eunuco) fu mandato anche nelle regioni dell'Etiopia, per predicare ciò che egli stesso aveva creduto, che c'era un solo Dio predicato dai profeti, ma che il Figlio di questo (Dio) era già apparso in carne umana, ed era stato condotto come una pecora al macello, e tutte le altre affermazioni che i profeti fecero riguardo a lui». Nella tradizione della Chiesa ortodossa etiope veniva chiamato Bachos ed è conosciuto come un ebreo etiope con il nome di Simeone il Nero, menzionato in Atti 13:1.
Uno dei luoghi tradizionali del battesimo è la sorgente di Ein Hanya. Altri collocano il tradizionale luogo del battesimo presso la fontana di Dhirweh, vicino a Halhul.

## Valutazione e interpretazione
La religione di origine dell'eunuco etiope è significativa per le successive implicazioni della sua conversione al cristianesimo. Ci sono molte teorie in competizione per lo status religioso pre-conversione dell'eunuco in relazione al giudaismo e al cristianesimo.
| Stato religioso | Evidenza | Sostenitori |
| --------------- | --- | --- |
| Ebreo           | Dopo la storia dell'eunuco etiope, Ireneo scrisse: "La conversione è più difficile per i gentili che per gli ebrei", indicando che l'eunuco era un ebreo. Charles Francis Potter ha suggerito che l'eunuco potrebbe essere stato un esseno. | Ponzio (morto c. 260), Ireneo (c. 130 – 202) |
| Ebreo-gentile   | L'eunuco occupa una "posizione intermedia tra ebreo e gentile", che potrebbe indicare lo status di proselito o timorato di Dio | san Girolamo (c. 347 – 420) |
| Gentile         | L'eunuco doveva essere un gentile perché era etiope. | Eusebio di Cesarea (c. 275 – 339), Efrem il Siro (c. 306 – 373), Beda il Venerabile (c. 672 – 725), Niceforo Callisto (c. 1256 – 1335), Nicola di Lira (c. 1270 – 1349) e Martin Lutero (1483–1546) |
| proselito       | L'eunuco "deve essere letto come un proselito (un pieno convertito al giudaismo) poiché Atti presenta Cornelio il centurione come il primo gentile ad essere battezzato nella comunità cristiana"                                           | D.A Hubbard, Lancelot Andrewes (1555–1626),; Giovanni Calvino (1509–1564),; John Wesley (1703-1791)                                                                                                 |
| timorato di Dio | L'eunuco non può essere stato un proselito e deve essere stato un timorato di Dio "poiché Deuteronomio 23:1 avrebbe proibito a un maschio castrato di diventare un proselito".                                                              | Paul Mumo Kisau, C.K. Barrett, Justo L. González e molti studiosi contemporanei |

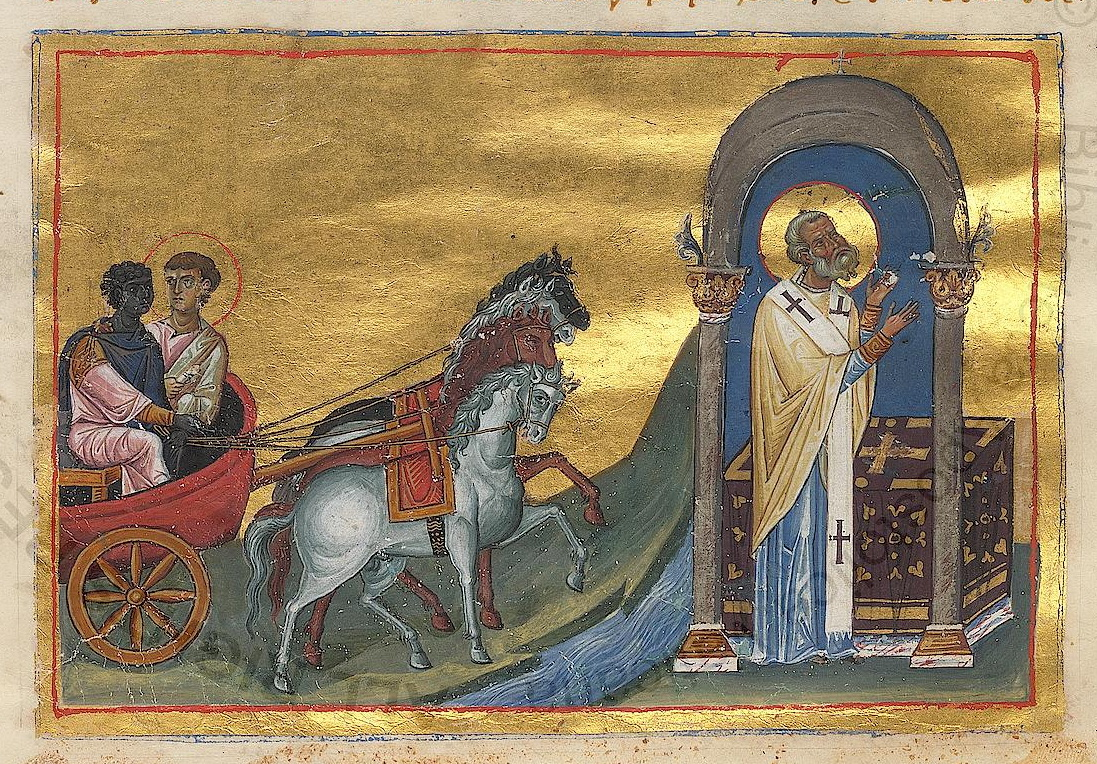
Illustrazione del Menologion di Basilio II relativa a Filippo e all'eunuco etiope.

Gli studiosi moderni tendono a collocare l'eunuco etiope nella " posizione intermedia tra l'ebreo e il gentile". Scott Shauf suggerisce che "il punto principale della storia è di portare il Vangelo fino alla fine della terra, non di stabilire una missione per i Gentili", e quindi Luca "non porta in primo piano lo status di gentile dell'etiope". Tuttavia, "il suggerimento che l'eunuco sia o almeno potrebbe essere un gentile nella storia, sia per la sua descrizione etnica che forse fisica" può risultare più probabile che se fosse stato esplicitamente classificato.
Ernst Haenchen si basa sull'opera di Ferdinand Christian Baur (1792–1860) per concludere che "l'autore degli Atti ha reso intenzionalmente ambigua l'identità religiosa dell'eunuco" in modo da preservare sia la tradizione che rivendicava Cornelio come il primo gentile convertito che la tradizione che rivendicava tale primato per l'eunuco etiope.

## Sessualità
I commentatori generalmente suggeriscono che la combinazione di "eunuco" insieme al titolo "ufficiale di corte" indichi un eunuco nel senso letterale del termine, il quale sarebbe stato escluso dal Tempio in base alla restrizione prevista da Deuteronomio 23:1. Alcuni studiosi sottolineano che gli eunuchi erano esclusi dal culto ebraico ed estendono l'inclusione di questi uomini nel Nuovo Testamento ad altre minoranze sessuali; Il prete cattolico gay John J. McNeill, citando usi non letterali della parola "eunuco" in altri passaggi del Nuovo Testamento, come Matteo 19:12, scrive che gli piace pensare all'eunuco come al "primo cristiano gay battezzato"; il pastore presbiteriano Jack Rogers scrive che "il convertito al cristianesimo proviene da una minoranza sessuale e da un'altra razza, etnia e nazionalità insieme», fatto che chiama i cristiani ad essere radicalmente inclusivi e accoglienti.

## Razza e origini

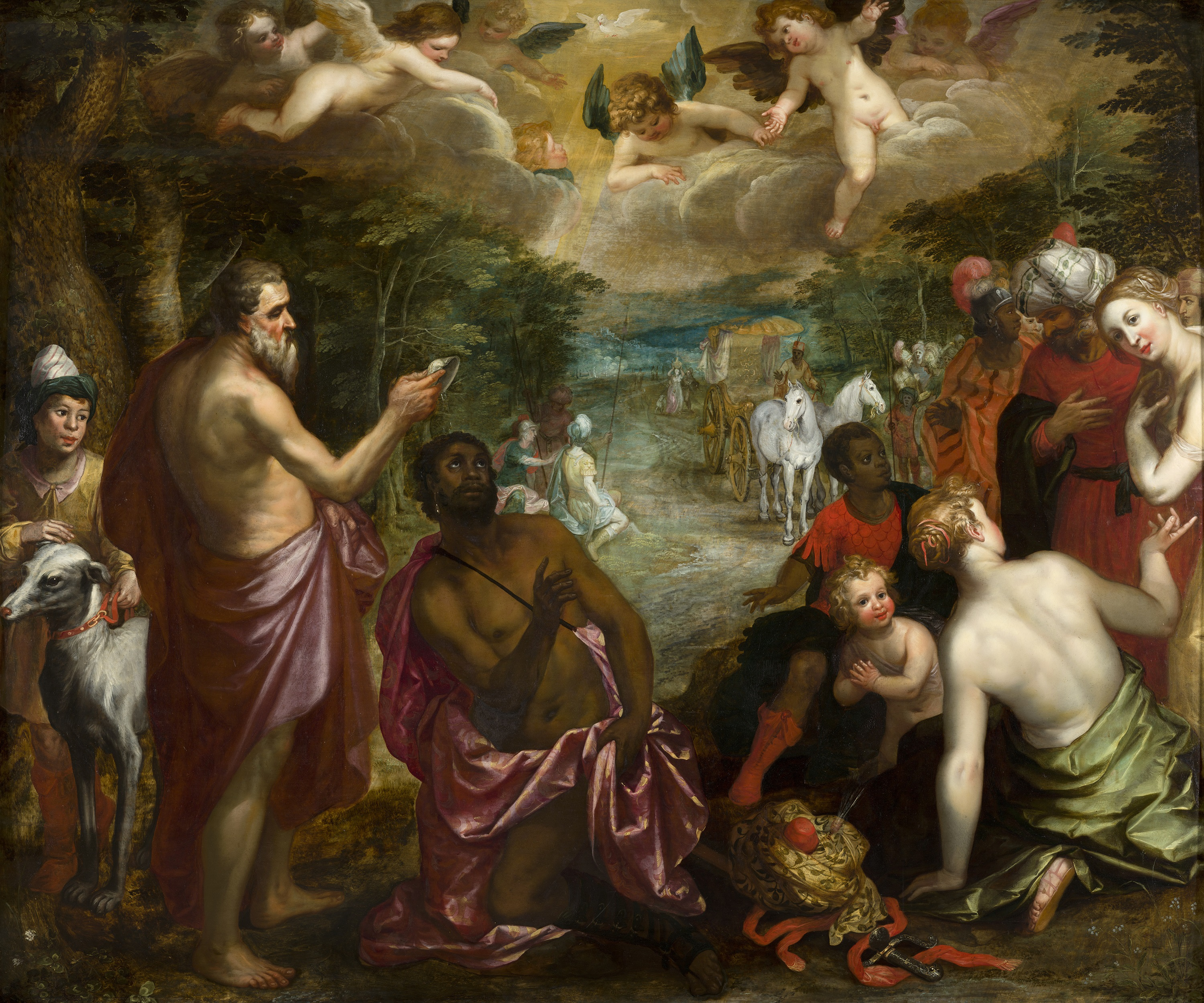
Il battesimo dell'eunuco della regina Candace (1625–30 circa, attribuito a Hendrick van Balen e Jan Brueghel il Giovane).

"Candace" era il nome dato nella storiografia greco-romana a tutte le donne governanti o consorti del Regno di Kush (parte dell’odierno Sudan). La capitale era Meroë, e il titolo di "Candace" deriva da una parola meroitica ‘,kdke, che si riferiva a qualsiasi donna reale. "Etiope" era un termine greco per i popoli dalla pelle nera in generale, spesso applicato al Regno di Kush (che era ben noto agli ebrei e spesso menzionato nella Bibbia ebraica). L'eunuco non proveniva dalla terra oggi conosciuta come Etiopia, che corrisponde all'antico Regno di Aksum. che conquistò Kush nel IV secolo. Il primo scrittore a chiamarla Etiopia fu Filostorgio intorno al 440.
Alcuni studiosi, come Frank M. Snowden Jr., interpretano la storia come un'enfasi sul fatto che le prime comunità cristiane accettavano membri indipendentemente dalla razza: "Gli etiopi erano il metro con cui l'antichità misurava i popoli di colore". Altri, come Clarice Martin, scrivono che si tratta di un commento sulla religione piuttosto che sui suoi aderenti, mostrando l'estensione geografica del cristianesimo; Gay L. Byron va oltre, dicendo: "L'eunuco etiope fu usato da Luca per indicare che la salvezza poteva estendersi anche agli etiopi e ai neri". David Tuesday Adamo suggerisce che la parola usata qui (Αίθίοψ, aithiops ) sia meglio tradotta semplicemente come "africano".

## Figure correlate
CK Barrett contrappone la storia dell'eunuco etiope a quella di Cornelio il Centurione, un altro convertito. Egli osserva che mentre l'etiope continua il suo viaggio verso casa ed esce dalla narrazione, Cornelio e i suoi seguaci formano un'altra chiesa in Giudea, ipotizzando che questo fatto rifletta il desiderio di Cornelio e dei suoi di concentrarsi su Pietro piuttosto che su Filippo. Robert O'Toole sostiene che il modo in cui Filippo viene portato via è parallelo al modo in cui Gesù scompare dopo aver parlato ai discepoli sulla via di Emmaus in Luca 24.
Esistono parallelismi letterari tra la storia dell'eunuco etiope in Atti e quella di Ebed-Melech, un eunuco etiope menzionato in Geremia 38:4-13; 39:15-18.